# Les Tortues Ninja (film)
Cet article concerne le film de Steve Barron. Pour le film de Jonathan Liebesman, voir Ninja Turtles.
Pour les articles homonymes, voir Tortue (homonymie) et Ninja (homonymie).
Série Les Tortues Ninja
Les Tortues Ninja 2
Pour plus de détails, voir Fiche technique et Distribution.
Les Tortues Ninja (Teenage Mutant Ninja Turtles) est un film américain réalisé par Steve Barron en 1990. Quatre petites tortues à la base très ordinaires se perdent accidentellement dans les égouts de New York et entrent en contact avec un liquide appelé mutagène. La substance les fait grandir autant en taille qu'en intelligence. Elles finissent par prendre une forme humanoïde. Leur sensei, un rat lui aussi contaminé par la substance, s’avère être un expert en arts martiaux et leur enseigne l'art ninja. Les Tortues attendent 15 ans avant de livrer leur premier combat hors des égouts afin de poursuivre leur formation. Ils tombent sur une bande de voyous surpris en flagrant délit par une jeune journaliste, April O'Neil, qui deviendra par la suite leur meilleure amie.

## Synopsis
Un clan de voleurs silencieux sévit au cœur de New York. April est la seule à dénoncer leurs agissements à travers son journal télé malgré le déni de la police. De leur côté, les quatre tortues ninja, Leonardo, Michelangelo, Donatello et Raphaël vivent cachés dans les égouts de la ville avec leur maître Splinter.
Un soir, après que les tortues aient sauvé April d'une bande de voleurs, Raphaël arrête deux voyous qui tentent de voler le sac d'une femme âgée et fait la rencontre de Casey Jones, contre qui il perd un combat. En rentrant, Raphaël est sermonné par son père adoptif. Le lendemain, il sauve encore April O'Neil d'une attaque de cette même bande de voleurs puis la ramène dans les égouts. Splinter lui raconte leur histoire, et elle invite les quatre tortues à dîner chez elle. Malheureusement, ces derniers découvrent, avec stupéfaction, que leur domicile a été saccagé et que leur maître a été capturé. April décide de les héberger pendant quelque temps.
Shredder, le chef du clan des Foot qui a découvert l'existence des quatre tortues, envoie ses mercenaires les attaquer mais ils reçoivent le renfort de Casey Jones. Raphaël, qui s'était isolé après s'être disputé avec Leonardo, est blessé pendant le combat contre les mercenaires de Shredder et ses frères sont également défaits. Contraints de fuir, O'Neil, Jones et les quatre tortues se réfugient dans une ferme où Leonardo veille sur son frère. Michelangelo et Donatello, de leur côté, se détendent. Plus tard, Raphaël reprend connaissance, se réconcilie avec Leonardo et passe davantage de temps avec ses frères en s'entraînant et en jouant avec eux. Ensemble, ils réussissent la dernière étape de leur formation : la maîtrise de soi et l'amour fraternel.
Danny, le fils de l'ancien patron d'April, fuit le clan du Foot & se réfugie chez les Tortues. Il retrouve ensuite Splinter qui lui raconte son histoire, celle de son maître Yoshin et du rival de ce dernier : Oroku Saki (Shredder).

## Fiche technique
- Titre original : Teenage Mutant Ninja Turtles
- Titre français : Les Tortues Ninja
- Réalisateur : Steve Barron
- Scénariste : Bobby Herbeck, Todd Langen, d'après les personnages créés par Kevin Eastman et Peter Laird
- Directeur de la photographie : John Frenner
- Directeur artistique : Fabrice Szablewski
- Montage : Sally Menke, William D. Gordean	et James R. Symons
- Décors : Roy Forge Smith
- Costumes : John Hay
- Effets spéciaux : John Stephenson
- Producteurs : David Chan, Kim Dawson, Simon Fields
- Sociétés de production : 888 Productions, Golden Harvest, Limelight Entertainment, Mirage Productions, New Line Cinema, Northshore Investments Ltd.
- Distribution :  New Line Distribution Alliance Vivafilm, LIVE Home Video,  Forum Films
- Pays d'origine : États-Unis
- Genre : film d'arts martiaux et d'action, comédie, science-fiction
- Durée : 93 minutes
- Dates de sortie[1] :

 États-Unis : 30 mars 1990
 France : 12 décembre 1990

## Distribution
- Josh Pais (VF : Emmanuel Gomès Dekset ; VQ : Bernard Fortin) : Raphael
- David Forman (VO : Brian Tochi ; VF : Emmanuel Jacomy ; VQ : Gilbert Lachance) : Leonardo
- Michelan Sisti (VO : Robbie Rist ; VF : Jean-François Vlérick ; VQ : Sébastien Dhavernas) : Michelangelo
- Leif Tilden (VO : Corey Feldman ; VF : Serge Faliu ; VQ : Marc Labrèche) : Donatello
- Judith Hoag (VF : Céline Monsarrat ; VQ : Élise Bertrand) : April O'Neil (prononcé "Aipreul" en VQ)
- Elias Koteas (VF : Philippe Vincent ; VQ : Pierre Auger) : Casey Jones (prononcé "Caissie" en VQ)
- Raymond Serra (VF : Claude Joseph ; VQ : Yves Massicotte) : le chef Sterns
- Jay Patterson (VF : Patrick Guillemin ; VQ : Hubert Gagnon) : Charles Pennington
- James Saito (VF : Jean-Paul Richepin ; VQ : Ronald France) : Oroku Saki / Shredder (Le Déchiqueteur en VQ)
- Sam Rockwell (VQ : Jacques Lussier) : le chef de gang
- Kitty Fitzgibbon (VQ : Hélène Mondoux) : June
- Cassandra Ward-Freeman (VQ : Claudine Chatel) : la secrétaire de Charles
- Mark Jeffrey Miller (VQ : Benoît Rousseau) : le technicien
- Kevin Clash (VF : Michel Modo ; VQ : Hubert Fielden) : Splinter (voix)
- Toshishiro Obata (VO : Michael McConnohie) : Tatsu
- Michael Turney : Danny Pennington

## Production

### Développement
Il s'agit de la première adaptation cinématographique des comics Kevin Eastman et Peter Laird. Lancée à la suite de l'énorme succès de la série animée, elle respecte davantage le concept des comics originaux publiés par leurs créateurs depuis 1984. Ainsi :
- Le japonais Hamato Yoshi a fui le pays avec son épouse pour se cacher de son ennemi juré Oroku Saki qui, lui-aussi, convoitait la jeune femme. Dans la série animée, Yoshi a quitté le Japon après avoir été piégé par Saki puis injustement banni du clan dont il faisait partie.
- Splinter fut le rat domestique de Yoshi et s'échoua dans les égouts de New York après l'assassinat de son maître, contrairement à la série dans laquelle Splinter est en fait Yoshi transformé en rat à la suite du contact du Mutagène.
- Les soldats du Foot Clan sont de vrais hommes alors qu'ils fussent des robots dans la série (de façon à réduire la violence auprès du jeune public).

### Casting
Chaque acteur incarnant une Tortue ninja a droit à un caméo, sans costume, au cours du film :
- Michelangelo = livreur de pizza du début
- Leonardo = chef du gang, qui parle à Casey à la fin dans l'entrepôt de Lairdman Island
- Donatello = messager foot qui gifle April dans la station de métro
- Raphael = client dans le taxi, lorsque Raph poursuit Casey au début

Certains acteurs sont doublés en version originale. Ainsi, Michael McConnohie prête sa voix à Tatsu, Brian Tochi à Leonardo, Corey Feldman à Donatello, ... Josh Pais est le seul acteur incarnant une tortue à également le doubler vocalement.

### Tournage
Le tournage a eu lieu entre juillet et septembre 1989, principalement en Caroline du Nord. Seuls quelques extérieurs ont été réalisés à New York (notamment à Times Square, l'Empire State Building, l'Hudson, ...).

## Bande originale
Bandes originales par Les Tortues Ninja
Les Tortues Ninja 2
(1991)
Singles
1. Turtle Power
Sortie : avril 1990
2. Spin That Wheel
Sortie : 1990

En plus de la musique de John Du Prez, le film contient plusieurs chansons de Rap, techno ou new jack swing. Elles sont présentes sur l'album Teenage Mutant Ninja Turtles: The Original Motion Picture Soundtrack.

### Liste des titres
1. "This Is What We Do" - MC Hammer[4]
2. "Spin That Wheel" - Hi Tek 3
3. "Family" - Riff
4. "9.95" - Spunkadelic
5. "Turtle Power" - Partners in Kryme
6. "Let The Walls Come Down" - Johnny Kemp
7. "Every Heart Needs A Home" - St. Paul
8. "Shredder's Suite" - John Du Prez
9. "Splinter's Tale I & Splinter's Tale II" - John Du Prez (feat. Kevin Clash)
10. "Turtle Rhapsody" - Orchestra on the Half Shell

### Box office
Le film a été lancé aux États-Unis le 30 mars 1990, et il s’est classé au premier rang au box-office au cours de la fin de semaine. Il a rapporté plus de 25 millions de dollars, soit la plus importante fin de semaine d’ouverture qu’un film indépendant ait jamais eue jusqu’à ce moment-là. Le film s’est avéré être un énorme succès au box-office, gagnant plus de 135 millions de dollars en Amérique du Nord et plus de 66 millions de dollars à l’extérieur de l’Amérique du Nord, pour un total mondial de plus de 200 millions de dollars, ce qui en fait le neuvième film dont les recettes ont été les plus élevées dans le monde en 1990. Le film a également été mis en nomination pour des prix de l’Academy of Science Fiction, Fantasy and Horror Films.

### Accueil
Le film a reçu une note d’approbation de 42% sur Rotten Tomatoes, mais il a été très largement plébiscité par le public. C’est le film le mieux coté de la franchise avec Batman et les Tortues Ninja.

## Commentaires
- Les noms Raphael, Leonardo, Michelangelo et Donatello sont ceux de quatre artistes majeurs de la Renaissance italienne : le peintre et architecte Raphael, les peintres-sculpteurs-architectes Léonard de Vinci et Michel-Ange et enfin le sculpteur Donatello.
- On pourra remarquer la présence de Hongkongais pour régler les combats martiaux. Ils sont pour beaucoup dans la réussite du film. Leur absence dans les suites se fera remarquer.
- Des costumes et animatroniques ont été créés par Jim Henson et la Jim Henson's Creature Shop. Malheureusement, le créateur des Muppets est décédé au cours du tournage. Son fils Brian Henson prit la relève pour les finitions. Le second film fera également appel aux services de la société Henson's CS, mais pas le troisième pour des questions de budget, la Golden Harvest ayant décidé de réduire drastiquement les coûts [Anecdote issue de Teenage Mutant Ninja Turtles : Toute l'histoire des Tortues Ninja (Andrew Farago, 2014)].

### Clins d’œil
- April O'Neil (avril en français), la reporter, est accompagnée de deux collègues, nommée June (juin) et July (juillet).
- La pizza qui se fait livrer aux tortues est une Pizza de Domino's Pizza.
- Dans la VO, l'un des jeunes, témoignant à la fin du film auprès du Chef Stern, dit que la réponse à toutes leurs questions se trouve à l'entrepôt de Lairdman Island. C'est un clin d’œil à Peter Laird et Kevin Eastman, créateurs du comics original.
- Lorsqu'April se réveille chez les Tortues. Elle croit d'abord rêver et elle se plaint alors qu'elle préférait rêver d'Harrison Ford.
- Quand Michelangelo fait rire April avec des blagues, il fait référence à Rocky parlant d'Apollo Creed et de sa femme Adrian dans le premier film.
- Quand Casey Jones apparait, Michelangelo dit qu'il ressemble à un « Wayne Gretzky stéroïdé » en référence à sa crosse de hockey sur glace (dans la version française, la tortue dit qu'on dirait un « Dark Vador dopé à mort » en voyant le masque de Jones).

### Version longue
Une version longue, très peu connue du grand public, est sortie quelques années après le film. On y retrouve une scène coupée, à la fin, où April et Danny vont voir un éditeur de BD, lui présentant un comic (Teenage Mutant Ninja Turtles) mettant en scène les tortues ninja. L'homme trouve l'histoire intéressante, mais ne pense pas que cela fonctionnera. On voit les tortues à la fenêtre observer la scène.

### Sorties vidéos
Le film sort en DVD en 2007. Cette édition ne comporte que la version québécoise. La version française est cependant ré-introduite dans l'édition Blu-Ray, sortie en 2014.